# 백성현 (정치인)

백성현(白星鉉, 1960년 5월 2일~)은 대한민국의 정치인이다. 제9대 충청남도 논산시장이다.

## 학력
- 광석초등학교(졸업) 43회
- 대건중학교(졸업) 26회
- 논산대건고등학교(졸업) 28회
- 한국방송통신대학교(법학 학사)
- 건국대학교(행정학 석사)

## 경력
- 대건고등학교 총학생회장
- 대건고등학교 총동창회 부회장
- 한국행정학회 회원
- 국회 이인제 의원실 입법보좌관
- 새누리당 수석부대변인
- 국민의힘 국책자문위원회 기획전략위원
- 주택관리공단 사장
- 2022.07~: 제40대 민선 8기 충청남도 논산시장(초선)

## 역대 선거 결과
|  | 22.74% |

|  | 45.46% |

|  | 64.34% |

| 전임 황명선 안호(권한대행) | 제9대 충청남도 논산시장(민선) 2022년 7월 1일~ |  |